# Бима (приток Кырыкмаса)
Бима (тат. Бимә) — река в России, протекает в Татарстане и Удмуртии. Левый и крупнейший приток Кырыкмаса.
Длина реки 60 км, площадь водосборного бассейна — 441 км². Исток в Агрызском районе Татарстана в 3,5 км к северо-востоку от села Красный Бор и в 4 км от Нижнекамского водохранилища. Общее направление течения — северо-восточное. На большом протяжении по реке проходит граница Татарстана (слева) и Каракулинского района Удмуртии (справа). Устье находится в Сарапульском районе Удмуртии в 54 км по левому берегу реки Кырыкмас. На юго-западе бассейна реки ведётся добыча нефти.
Основные притоки (от устья):
- левые: Кумырсинка (дл. 16 км), Пелемеш (дл. 15 км), Юмэнер-Вюд, Кулегаш (дл. 11 км), правый: Ильнешка.

Населённые пункты
- на реке: от истока — Ожбуй, Байтуганово, Бима, Исенбаево, Усть-Сакла (Удм.), Новое Сляково, Утяганово, Старое Сляково.

- в бассейне: Пелемеш, Кулегаш, Каменный Ключ, Гремячево (Удм.), Мадык, Новая Чекалда.

## Гидрология
Река со смешанным питанием, преимущественно снеговым. Замерзает в конце октября — начале ноября, половодье в первой декаде апреля. Средний расход воды в межень у устья — 0,275 м³/с.
Густота речной сети бассейна 0,34 км/км², лесистость 9 %. Годовой сток в бассейне 116 мм, из них 98 мм приходится на весеннее половодье. Общая минерализация от 200 мг/л в половодье до 500 мг/л в межень.

## Данные водного реестра
По данным государственного водного реестра России относится к Камскому бассейновому округу, водохозяйственный участок реки — Иж от истока и до устья, речной подбассейн реки — бассейны притоков Камы до впадения Белой. Речной бассейн реки — Кама.
Код объекта в государственном водном реестре — 10010101212111100027439.